# Diestramima
Diestramima is een geslacht van rechtvleugeligen uit de familie grottensprinkhanen (Rhaphidophoridae). De wetenschappelijke naam van dit geslacht is voor het eerst geldig gepubliceerd in 1990 door Storozhenko.

## Soorten
Het geslacht Diestramima omvat de volgende soorten:
- Diestramima austrosinensis Gorochov, 1998
- Diestramima cryptopygia Chopard, 1918
- Diestramima distincta Gorochov, 2010
- Diestramima himalayana Griffini, 1914
- Diestramima intermedia Liu & Zhang, 2001
- Diestramima major Gorochov, 1998
- Diestramima minor Gorochov, 1998
- Diestramima palpata Rehn, 1906
- Diestramima vietnamensis Gorochov, 1998